# Meptazinol
A meptazinol (INN) rövid ideig tartó erős fájdalom – pl. szülés, bizonyos veseproblémák, műtét előtti, alatti és utáni fájdalmak – csillapítására szolgáló szer. Az idegrendszer és az agy fájdalomérzékelésben érintett vegyületeire hat. A gyenge opioidok közé tartozik; előnyei is hátrányai hasonlóak a petidinhez és heroinhoz. Az opioid μ1-receptorok részleges agonistája.
Egy tanulmány szerint csökkenti a ruhatetű által terjesztett visszatérő láz okozta Jarisch-Herxheimer-reakció(en) klinikai következményeit.

## Fizikai tulajdonságok
Kristályos anyag, mely vízben alig, kloroformban és éterben kevéssé, alkoholban oldódik.

## Ellenjavallatok
A meptazinol ellenjavallt gyerekeknél, alkoholelvonó kúra alatt, azoknál, akik monoamin-oxidáz gátlót(en) szedtek az elmúlt 14 napban, valamint fejsérülés, emelkedett koponyaűri nyomás, szívinfarktus, bélhűdés miatti bérelzáródás esetén.
Hacsak az orvos másképpen nem dönt, a meptazinol ellenjavallt terhesség és szoptatás esetén. Nem ismert, hogy a szer átjut-e az anyatejbe.

## Mellékhatások
Emésztőrendszeri panaszok, hasfájás, hasmenés, álmosság, fáradtság, szédülés, fejfájás, székrekedés.
A kezelés alatti alkoholfogyasztás felerősíthet bizonyos mellékhatásokat, pl. álmosságot, kábultságot.
A huzamosabb ideig történő szedés hozzászokáshoz és/vagy függőséghez vezethet.
A meptazinol fokozott óvatossággal alkalmazandó idősebbeknél, csökkent vese- vagy májfunkció esetén, súlyos légzési nehézségeknél, asztmánál (asztmás roham közben nem szabad beadni), pajzsmirigy-alulműködéskor, alacsony vérnyomás esetén, görcsöt okozó betegségeknél (pl. epilepszia), prosztata-megnagyobbodás esetén.
Az álmosság, kábultság erősebb lehet, ha a beteg a meptazinol mellett hasonló mellékhatású szereket szed. Ilyen pl. az alkohol, a barbiturátok, benzodiazepinek, egyéb opioidok, bizonyos (régebbi) antihisztaminok(en), altatók(en), triciklusos antidepresszánsok(en).

## Adagolás
Tabletta, intravénás vagy izomba adott injekció formájában. Az injekció kb. 15–20 perc után kezd hatni.
Szájon át a napi adag 100–700 mg, intravénásan 100–200 mg, izomba adva 100 mg. Szüléskor a szokásos adag 100–150 mg combba adott injekció formájában.
Egy tanulmány szerint sikeresen alkalmazták epidurálisan (gerincbe adva) 30 ill. 60 mg mennyiségben, melynek fájdalomcsillapító hatása átlagosan 120 percig tartott.

## Készítmények
A nemzetközi gyógyszerkereskedelemben:
- Meptid
- Meptidol

Magyarországon nincs forgalomban.